# Salton Sea Beach
Salton Sea Beach is een plaats in Imperial County in Californië in de VS, gelegen aan de oever van de Salton Sea.

## Demografie
Volgens de census van 2000 bedroeg de bevolkingsdichtheid 488,2/km² (1258,9/mijl²). Het totale bevolkingsaantal bedroeg 392 als volgt onderverdeeld naar etniciteit:
- 73,21% blanken
- 2,04% zwarten of Afrikaanse Amerikanen
- 3,32% inheemse Amerikanen
- 0,51% Aziaten
- 17,86% andere
- 3,06% twee of meer rassen
- 22,45% Spaans of Latino

Er waren 200 gezinnen en 111 families in Salton Sea Beach. De gemiddelde gezinsgrootte bedroeg 1,96.

## Plaatsen in de nabije omgeving
De onderstaande figuur toont nabijgelegen plaatsen in een straal van 40 km rond Salton Sea Beach.